# إدي بولاك
إدي بولاك (بالإنجليزية: Eddie Pollack)‏ هو عازف جاز أمريكي، ولد في 9 مايو 1899، وتوفي في 1955.

## وصلات خارجية
- إدي بولاك على موقع ميوزك برينز (الإنجليزية)
- إدي بولاك على موقع أول ميوزيك (الإنجليزية)